# サンフランシスコ半島

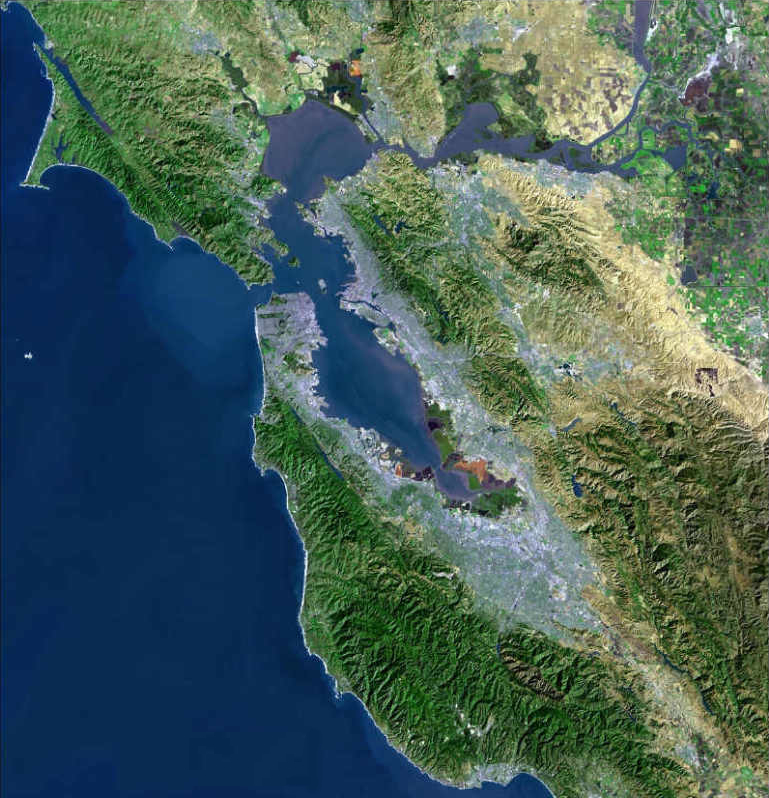
サンフランシスコ・ベイエリアのUSGS衛星写真。北に突出しているサンフランシスコ半島の先端がサンフランシスコ市

サンフランシスコ半島（サンフランシスコはんとう、英: San Francisco Peninsula）は、アメリカ合衆国カリフォルニア州にある半島。北端にサンフランシスコ市がある。西側に太平洋があり、東側にはサンフランシスコ湾を形成している。南北に細長く、南側が本土と陸続きになっている。北側にはゴールデンゲート海峡がある。
サンフランシスコ湾側にはある程度の平地があるが、それ以外は基本的にサンタクルーズ山脈に連なる丘陵地帯である。

## 構成する郡
- サンフランシスコ郡
- サンマテオ郡
- サンタクララ郡